# San Fermínfeesten

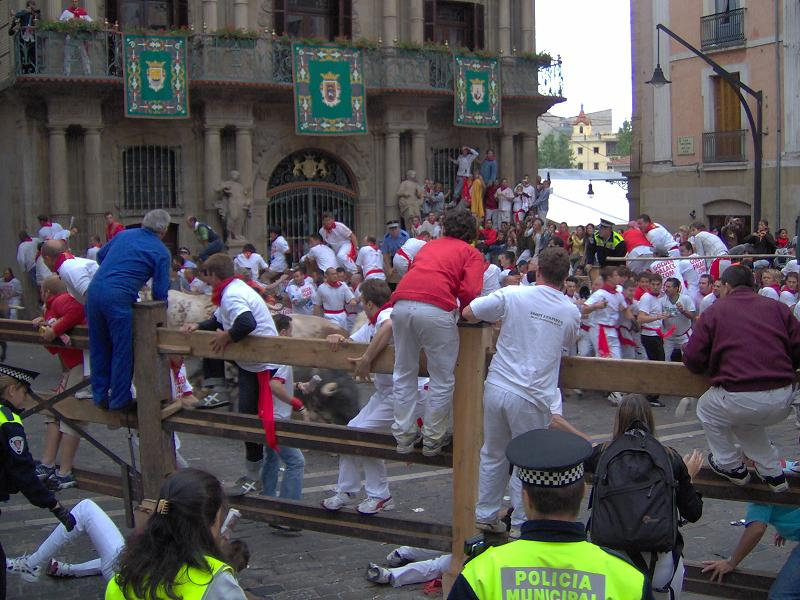
Stierenrennen in 2005

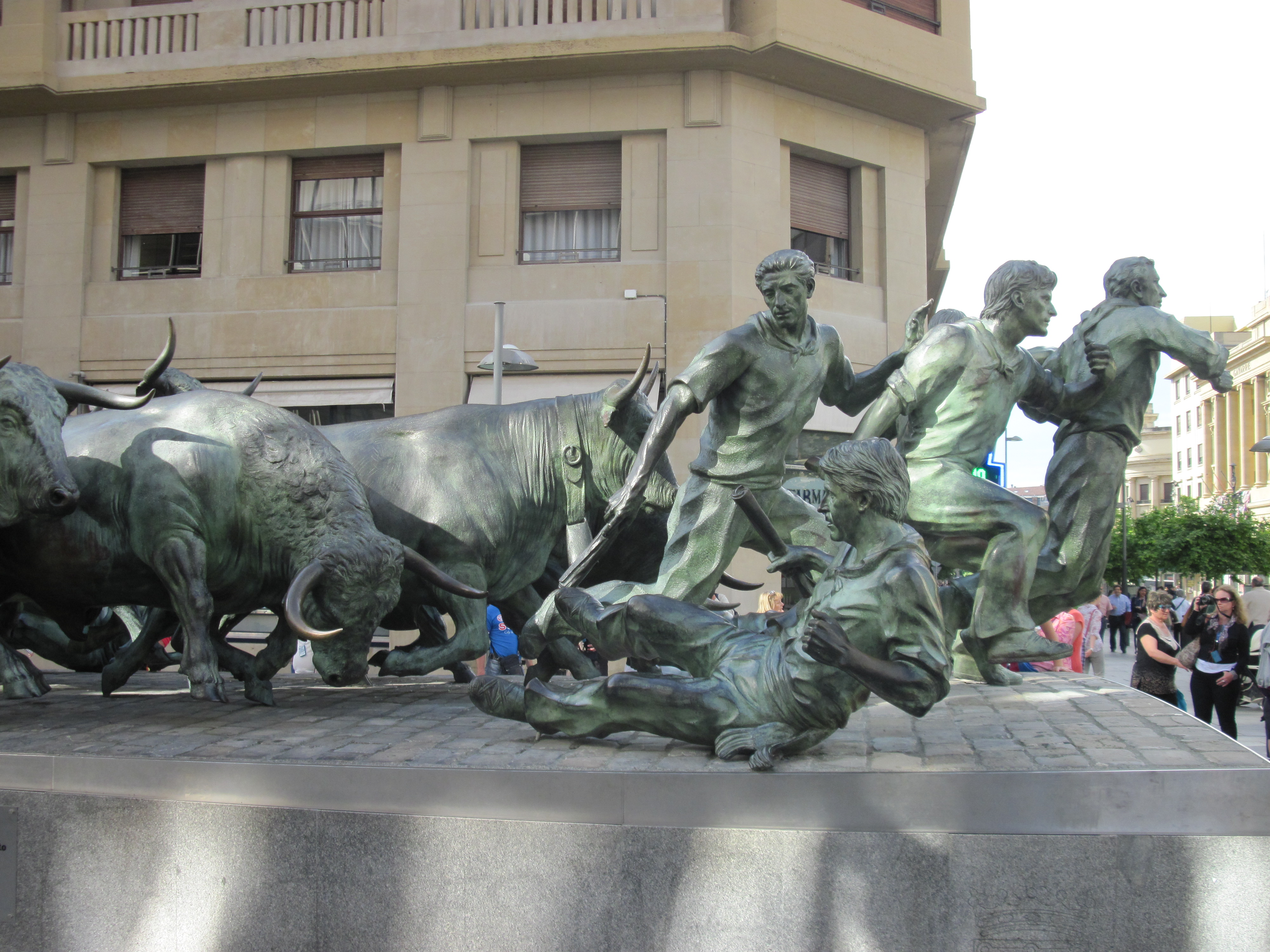
Monument in Pamplona

De San Fermínfeesten (Spaans: Fiestas de San Fermín) zijn jaarlijks terugkerende feesten in Pamplona in Spanje ter ere van de heilige Fermín. Ze worden gehouden van 6 tot 14 juli.

## Feestweek
De feesten starten officieel op 6 juli om 12 uur 's middags wanneer vanop het balkon van het stadhuis onder een luide enthousiaste menigte de traditionele vuurpijl 'Chupinazo' in de lucht wordt geschoten. Daarna volgt een week vol met eetfestijnen, Baskische volksdansen, openluchtconcerten, straattheater, vuurwerk en de 'Gigantes y cabezudos' (parade met reuzen en dwergreuzen) als afsluiter op 14 juli.

## Stierenrennen
De apotheose van de feesten is de encierro, het stierenrennen, dat sinds 1591 bestaat. Vanaf 7 juli worden om acht uur 's ochtends gedurende acht dagen vanaf de Helling van San Domingo, zes vechtstieren door de nauwe straten van Pamplona gejaagd. Duizenden waaghalzen, vooral jongemannen, willen door het voorblijven op de stieren hun moed en snelheid bewijzen. Het parcours, met onder meer de 'Calle Estafeta' (de rechte straat van 250 meter in het centrum van de stad), is afgeschermd met een houten omheining en is 848 meter lang. De lopers zijn herkenbaar aan hun witte kledij, rode zakdoek (pañuelo rojo) rond de hals en rode sjerp om hun middel (faja). Het hele spektakel duurt vaak niet langer dan drie minuten. 's Middags vinden er ook traditionele stierengevechten plaats in de arena, de plaza de toros van Pamplona. Daar worden de zes stieren die 's ochtends de race hebben gelopen, afgemaakt.
De smalle straatjes leiden echter niet zelden tot lelijke valpartijen van de stieren en van de rennende mensen. Het gebeuren trekt elk jaar ongeveer een half miljoen bezoekers. Ook bij de deelnemers en toeschouwers zijn er geregeld zwaar gewonden en dodelijke slachtoffers, vaak omdat mensen worden doorboord door de scherpe horens van de stieren. Elk jaar vallen er ook tussen de 200 en de 300 gewonden tijdens de ren.

#### Geschiedenis
De geschiedenis van het stierenrennen is niet geheel duidelijk. Waarschijnlijk startte het toen het stierenvechten erg populair werd en de enige manier om de stieren van de stal naar de arena te krijgen was door ze door de straten te laten rennen. Op een gegeven moment besloten mensen om met de stieren te gaan rennen, dat was toen nog illegaal. Dit werd steeds populairder en groeide uit tot deze traditie. De eerste stierenloop werd gehouden in 1899, het werd echter internationaal populair na de eerste roman van Ernest Hemingway, genaamd The Sun Also Rises. Hij beschreef het als het feest van de overleving.

#### Protesten
Tegen de stierenrennen wordt geprotesteerd door een naaktrennen, georganiseerd door de dierenrechtenorganisatie PETA, door de straten voorafgaand aan de festiviteiten. Die organisatie noemt de stierenrace een regelrechte martelgang voor de dieren. In 2008 werd besloten om te stoppen met de naaktrennen omdat de media-aandacht zorgt voor meer toeristen dan bij het stierenrennen zelf. Sindsdien wordt op andere wijze tegen de rennen geprotesteerd, waarbij de demonstranten niet meer door de straten rennen maar meestal naakt op straat liggen, soms gebodypainted of besmeurd met nepbloed.

## Culinair
Naast de rennen, die slechts een klein, maar spectaculair onderdeel vormen, is het (zoals alle Spaanse feesten) vooral een culinair festijn. Vroeger werd vooral in restaurants zeevruchten en langoesten gegeten, tegenwoordig wordt er vooral zelf gekookt. Het vlees van de vechtstieren geldt als een lekkernij, die in een stoofpot wordt verwerkt (estofado de carne de toro) of als kotelet wordt gegeten (chuletas). Om aan de enorme vraag te voldoen, wordt er vaak stierenvlees uit omliggende regio's ingeslagen. Tijdens de vroege lunch (almuerzo) na het rennen wordt een traditionele specialiteit als lamskop met orgaanvlees (cabeza y corada) gegeten. Om de avond al drinkend door te komen, wordt chistorra gegeten, een dunne gedroogde metworst, die vaak in Centraal-Navarra gemaakt wordt.

## Herkomst
De gebeurtenissen van negen en een halve dag zijn afkomstig van Firminus, een vrome man uit Pamplona, die bij de kerstening van Frankrijk als martelaar stierf. Sindsdien geldt hij als beschermheilige van Pamplona. Zijn beeld wordt tijdens de fiësta in plechtige processie door het oude centrum gedragen.